# 21. Primetime Emmy-gála
A 21. Primetime Emmy-gála során az 1968 és 1969 között főműsoridőben bemutatott, amerikai televíziós programokat értékelték. A jelölteket az Academy of Television Arts & Sciences választotta ki. A Los Angeles-i Hollywood Palladiumban tartott ceremóniát az NBC tűzte műsorra 1969. június 8-án. A műsor házigazdái Bill Cosby és Merv Griffin voltak.
A gálán több kategóriát is összevontak, hogy így egy sorozat se kapjon kettőnél több díjat. A legdrasztikusabb szabályváltozás az volt, hogy két évadnál hosszabb sorozatokat nem díjazhattak, ezzel próbálták elkerülni, hogy mindig ugyanazok nyerjenek. A Kiemelkedő egyedülálló alakítás férfi mellékszereplőtől kategóriában nem díjaztak, mivel a zsűri egy jelöltet se talált arra érdemesnek.

## Győztesek és jelöltek
A nyertesek félkövérrel jelölve.

### Műsorok
| Legjobb vígjátéksorozat | Legjobb drámasorozat |
| --- | --- |
| - A balfácán (NBC) - Bewitched (ABC) - Family Affair (CBS) - The Ghost & Mrs. Muir (NBC) - Julia (NBC) | - NET Playhouse (NET) - The F.B.I. (ABC) - Ironside (NBC) - Judd, for the Defense (ABC) - Mission: Impossible (CBS) - The Name of the Game (NBC) |
| Legjobb varieté szkeccssorozat | Legjobb különkiadás |
| - Rowan & Martin's Laugh-In (NBC) - The Carol Burnett Show (CBS) - The Dean Martin Show (NBC) - The Smothers Brothers Comedy Hour (CBS) - That's Life (ABC) | - The Bill Cosby Special (CBS) - Barbra Streisand: A Happening in Central Park (CBS) - Duke Ellington Concert of Sacred Music (NET) - Francis Albert Sinatra Does His Thing (CBS) - The Rite of Spring (NET) - Rowan & Martin's Laugh-In (NBC) (Epizód: "1969. február 3.") - Vladimir Horowitz: A Television Concert at Carnegie Hall (CBS) |
| Legjobb napi műsor | Legjobb sportműsor |
| - The Dick Cavett Show (ABC) - Hollywood Squares (NBC) | - 1968. évi nyári olimpiai játékok (ABC) - 1968. évi nyári olimpiai játékok (ABC) – Roone Arledge - 1968. évi nyári olimpiai játékok (ABC) – Chris Schenkel - ABC's Wide World of Sports (ABC) |
| Az év műsora | |
| - Hallmark Hall of Fame (Epizód: "Teacher, Teacher") (NBC) - CBS Playhouse (Epizód: "The People Next Door") (CBS) - Heidi (NBC) - A Midsummer Night's Dream (CBS) - Mission: Impossible (Epizód: "The Execution") (CBS) - NET Playhouse (Epizód: "Talking to a Stranger") (NET) | |

### Színészek

#### Főszereplők
| Legjobb férfi főszereplő (vígjátéksorozat) | Legjobb női főszereplő (vígjátéksorozat) |
| --- | --- |
| - Don Adams (Maxwell Smart) - A balfácán (NBC) - Brian Keith (Bill Davis) - Family Affair (CBS) - Edward Mulhare (Daniel Gregg) - The Ghost & Mrs. Muir (NBC) - Lloyd Nolan (Dr. Morton Chegley) - Julia (NBC)                                                                              | - Hope Lange (Carolyn Muir) - The Ghost & Mrs. Muir (NBC) - Diahann Carroll (Julia Baker) - Julia (NBC) - Barbara Feldon (99-es ügynök) - A balfácán (NBC) - Elizabeth Montgomery (Samantha Stephens) - Bewitched (ABC) |
| Legjobb férfi főszereplő (drámasorozat) | Legjobb női főszereplő (drámasorozat) |
| - Carl Betz (Clinton Judd) - Judd, for the Defense (ABC) - Raymond Burr (Robert T. Ironside) - Ironside (NBC) - Peter Graves (James Phelps) - Mission: Impossible (CBS) - Martin Landau (Rollin Hand) - Mission: Impossible (CBS) - Ross Martin (Artemus Gordon) - The Wild Wild West (CBS) | - Barbara Bain (Cinnamon Carter) - Mission: Impossible (CBS) - Joan Blondell (Lottie Hatfield) - Here Come the Brides (ABC) - Peggy Lipton (Julie Barnes) - The Mod Squad (ABC)                                         |

#### Mellékszereplők
| Legjobb férfi mellékszereplő | Legjobb női mellékszereplő |
| --- | --- |
| - Werner Klemperer (Wilhelm Klink) - Hogan's Heroes (CBS) - Greg Morris (Barney Collier) - Mission: Impossible (CBS) - Leonard Nimoy (Spock) - Star Trek (NBC) | - Susan Saint James (Peggy Maxwell) - The Name of the Game (NBC) - Barbara Anderson (Eve Whitfield) - Ironside (NBC) - Agnes Moorehead (Endora) - Bewitched (ABC) |

#### Egyedülálló alakítások
| Kiemelkedő egyedülálló alakítás férfi főszereplőtől | Kiemelkedő egyedülálló alakítás női főszereplőtől |
| --- | --- |
| - Paul Scofield (Sir Emlyn Bowen) - A hazugság játékai (NBC) - Ossie Davis (Charles Carter) - Hallmark Hall of Fame (NBC) (Epizód: "Teacher, Teacher") - David McCallum (Hamilton Cade) - Hallmark Hall of Fame (NBC) (Epizód: "Teacher, Teacher") - Bill Travers (Crichton) - Hallmark Hall of Fame (NBC) (Epizód: "The Admirable Crichton") | - Geraldine Page (Sook) - The Thanksgiving Visitor (ABC) - Anne Baxter (Betty-Jean Currier) - The Name of the Game (NBC) (Epizód: "The Bobbie Currier Story") - Lee Grant (Kay Gould) - Judd, for the Defense (ABC) (Epizód: "The Gates of Cerberus")                                                                                                |
| Kiemelkedő egyedülálló alakítás férfi mellékszereplőtől | Kiemelkedő egyedülálló alakítás női mellékszereplőtől |
| - Ned Glass (Sol Cooper) - Julia (NBC) (Epizód: "A Little Chicken Soup Never Hurt Anybody") - Hal Holbrook (Graham) - The Bold Ones: The Lawyers (NBC) (Epizód: "The Whole World Is Watching") - Billy Schulman (Freddie Putnam) - Hallmark Hall of Fame (NBC) (Epizód: "Teacher, Teacher")                                                   | - Anna Calder-Marshall (Mary McNeil) - A hazugság játékai (NBC) - Pamela Brown (Lady Brocklehurst) - Hallmark Hall of Fame (NBC) (Epizód: "The Admirable Crichton") - Irene Hervey (Beatrice Brady) - My Three Sons (CBS) (Epizód: "The O'Casey Scandal") - Nancy Kovack (Bret Nicols) - Mannix (CBS) (Epizód: "The Girl Who Came in with the Tide") |

### Rendezők
| Legjobb rendező (vígjátéksorozat) | Legjobb rendező (drámasorozat) |
| --- | --- |
| - The Dean Martin Show (NBC) (Epizód: "1968. október 17.") – Greg Garrison - The Bill Cosby Special (NBC) – Bill Hobin - Rowan & Martin's Laugh-In (NBC) (Epizód: "1969. február 3.") – Gordon Wiles | - CBS Playhouse (CBS) (Epizód: "The People Next Door") – David Greene - CBS Playhouse (CBS) (Epizód: "Secrets") – Paul Bogart - Hallmark Hall of Fame (NBC) (Epizód: "Teacher, Teacher") – Fielder Cook |

### Forgatókönyvírók
| Legjobb forgatókönyv (vígjátéksorozat) | Legjobb forgatókönyv (drámasorozat) |
| --- | --- |
| - The Smothers Brothers Comedy Hour (CBS) (Epizód: "David Frye and Liberace") - The Carol Burnett Show (CBS) (Epizód: "Nanette Fabray, Mel Tormé and Don Rickles") - Rowan & Martin's Laugh-In (NBC) (Epizód: "Don Rickles") | - CBS Playhouse (CBS) (Epizód: "The People Next Door") – J.P. Miller - CBS Playhouse (CBS) (Epizód: "The Experiment") – Ellen M. Violett - Hallmark Hall of Fame (NBC) (Epizód: "Teacher, Teacher") – Allan Sloane |

## Fordítás
- Ez a szócikk részben vagy egészben  a(z)   21st Primetime Emmy Awards című angol Wikipédia-szócikk fordításán alapul.  Az eredeti cikk szerkesztőit annak laptörténete sorolja fel. Ez a jelzés csupán a megfogalmazás eredetét és a szerzői jogokat jelzi, nem szolgál a cikkben szereplő információk forrásmegjelöléseként.